# Giulești (cartier)
Giulești este un cartier situat în sectorul 6 din București, în partea de nord-vest a orașului, având o orientare NV-SE. Pe suprafața actuală a cartierului au existat în trecut mai multe sate, printre care Costeasca, Giulești-Sârbi și Giulești-Țigănia, care avea o biserică zidită la 1798. Organizarea administrativă a zonei a cunoscut mai multe schimbări, iar includerea în cadrul Bucureștiului s-a făcut treptat, începând cu zona dintre Podul Grant și cimitirul calvin în 1920, apoi prin transformarea comunei Costeasca în comună suburbană în 1926 (comuna includea și satele Giulești-Țigănie și Crângași).

## Istoric
Această zonă a fost locuită cel puțin din prima jumătate a mileniului al III-lea î.e.n., săpăturile arheologice din zonă descoperind artefacte aparținând culturii Boian (numită chiar faza Giulești de arheologul Eugen Comșa). În perioada interbelică au fost descoperite în zonă și unele plăci și monede din perioada romană, precum și urme de locuire mai recente, din secolele al IV-lea si al X-lea.
Prima atestare documentară a numelui se regăsește într-un document emis de Mircea Vodă în 2 aprilie 1548. Documentul fundamentează ipoteza că numele moșiei Giulești vine de la un boier pe nume Giulea.
La sfârșitul secolului al XVI-lea, Mihai Viteazul dăruiește moșia Giulești mănăstirii Sărindar, care o va deține până la secularizarea averilor mănăstirești. După secularizare au fost împroprietăriți în zonă foști clăcași, dar și muncitori, lucrători Ia calea ferată și slujbași la gară (Gara de Nord a fost construită între 1868 și 1872), precum și luptători în cadrul războiului de independență. Restul fostei moșii a fost vândută lui Alexandru Costescu în jurul anului 1885, ceea ce a făcut ca zona Giulești-Țigănie să fie cunoscută sub numele Costeasca din acel moment. Ea se întindea de ambele părți ale căii ferate, până la Calea Griviței.
Marele Dicționar Geografic al României menționa că cele două sate făceau parte din comune diferite: Giulești-Sârbi făcea parte din comuna Chiajna, iar Costeasca din comuna Roșu. În 1912 cele două sate ajung în comuna Roșu, iar în 1920 limitele Bucureștiului sunt extinse până la cimitirul calvin, apoi în 1926 și restul zonei este inclus în București, sub numele comuna „Principele Carol". Zona este redenumită din nou în 1929, devenind Comuna Urbană Regele Mihai, iar după întoarcerea lui Carol al II-lea, Comuna Urbană Marele Voievod Mihai.

## Locații
Datorită apropierii de principala gară a Bucureștiului, precum și de depourile feroviare ale orașului, în Giulești există două licee cu profil feroviar: Colegiul Tehnic Dinicu Golescu și Colegiul Tehnic Feroviar Mihai I. Alte instituții de învățământ din zonă includ Liceul Marin Preda și mai multe școli generale.
În cartier se află și mai multe biserici, însă singurul lăcaș de cult notabil este Mănăstirea Chiajna, redeschisă în al doilea deceniu al secolului XXI și situată în apropierea căii ferate spre Videle.
Tot în cartierul Giulești se află stadionul și sala de sport a clubului CS Rapid și Opera Comică pentru Copii.

## Mijloace de transport
- Autobuz: 123, 162, 163, 178, 311
- Tramvai: 11, 44
- Tren: cartierul este accesibil prin gările Bucureștii Noi și Grivița și prin halta Carpați